# 山阴公主 (南齐)
山阴公主（？—？），中国南北朝南朝齐公主，父亲齐明帝。
山阴公主在嫁給了徐孝嗣的儿子徐况。徐孝嗣是刘宋孝武帝刘骏的驸马，在南齐官至尚书令。499年，计划废掉昏暴的皇帝萧宝卷，事发后，徐况和徐孝嗣一起被赐死。史书没有记载之後山阴公主生卒的信息。